# 法務省
法務省（日语：／ Hōmu shō */?）是日本維持基本法制、制定法律、維護國民權利、統一處理與國家利害有關的訴訟的行政機關。前身為大日本帝國憲法時期的司法省。
司法制度、民事行政（國籍、戶籍、登記、供託）、刑事民事法的立案、檢察、矯正、更生保護、與國家利害有關的訴訟、維護人權、出入國管理、公安調查、司法書士等等都是法務省所管的事項。
1952年（昭和27年）8月之後，法務省成為省中之首，僅次於內閣總理大臣的總理府。2001年實施中央省廳再編之後，則僅次於總務省的位置。

## 概要

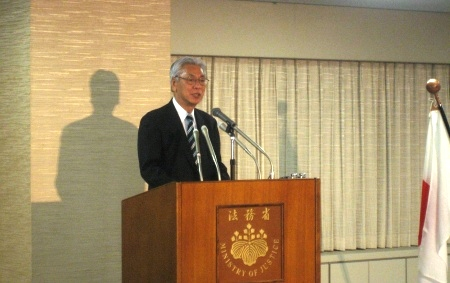
法務大臣記者會講台有五三桐

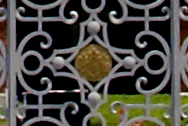
法務省舊本館（中央合同廳舍第6號館紅磚棟）正門的五三桐（中央金色部分）

法務省是依據國家行政組織法與法務省設置法所成立的省。任務為「維持基本法制、制定法律、維護國民權利、統一處理與國家利害有關的訴訟以及公正管理出入國事務」（法務省設置法3條）。司法制度、民事行政（國籍、戶籍、登記、供託）、刑事民事法的立案、檢察、矯正、更生保護、與國家利害有關的訴訟、維護人權、出入國管理、公安調查、司法書士等等都是法務省所管的事項。
過去曾是各省之首。桐紋是內閣與法治國家的象徴，而法務省則常用五三桐作為代表。近年也使用以法務省英文名稱縮寫「MOJ」設計的圖案。

## 歷史

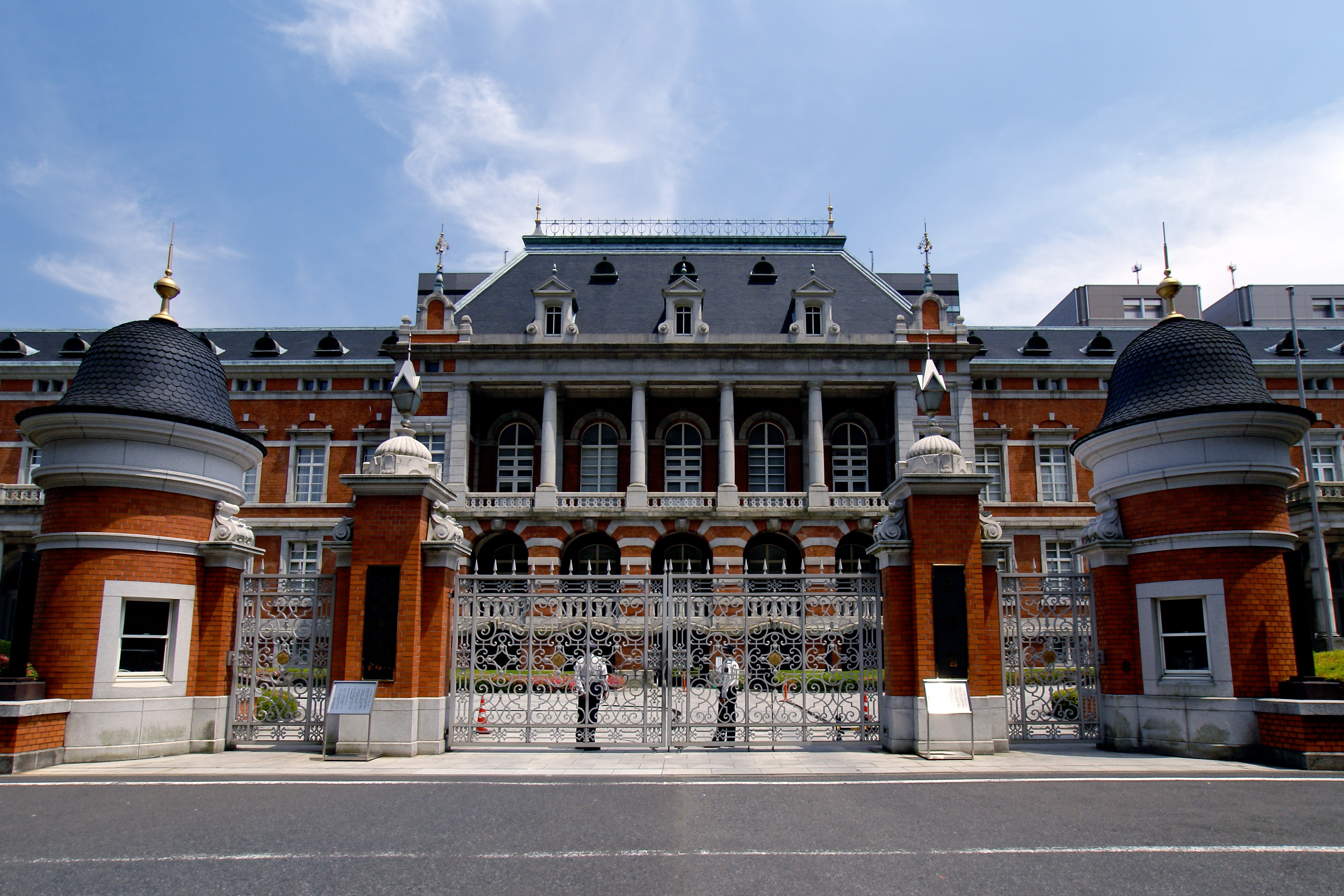
法務省舊本館（中央合同廳舍第6號館紅磚棟）

法務省的起源可追溯至明治維新後1869年（明治2年）所設立的刑部省，而其直接的前身為1871年（明治4年）7月9日設立的司法省。當時的司法省負責裁判所監督等司法行政事務在內的法務、司法相關事務。
當時在平沼騏一郎以檢事主導的積極介入主義之下，檢事成長為與政黨、軍部、官僚並列的一大勢力，確立了司法權的獨立。大正至昭和二戰前期，「檢尊判卑主義」的盛行使得檢事局、司法省、裁判所要職都由檢事佔據。
1940年左右，「司法權獨立」與軍部的「統帥權獨立」發展成政治思想，當時還鼓吹模仿陸軍三長官會議建立司法大臣、大審院院長、檢事總長的三長官会議。
第二次世界大戰戰敗後兩田的1947年（昭和22年）4月，裁判所法及檢察廳法成立，接著建立三權分立體制的日本國憲法施行，然後12月的法務廳設置法成立讓司法官僚分散至司法省、檢察廳、最高裁判所事務總局等，大致分散至三大處。另外，與裁判所相關的司法行政事務交由最高裁判所事務總局管轄。
翌年1948年（昭和23年）2月15日，司法省廢止，成立主掌法務、為政府最高法律顧問府的法務廳。
1949年（昭和24年）6月1日行政機構改革，法務廳改稱法務府並簡化內部部局架構。
1952年（昭和27年）8月1日的行政機構改革再將法務府改稱法務省，並將法制相關事務移轉給內閣法制局，組織大幅重整。從此開始，法務省成為國家行政組織法別表中各省之首，在政府各府省的建制順（列記排序）中僅次於內閣總理大臣擔任主任大臣的總理府。
2001年（平成13年）1月6日中央省廳再編，依據新法務省設置法（平成11年法律第93号）設立新的法務省，排序次於總務省。
2019年 (平成31年) 4月1日，廢止内局入国管理局，新設外局出入國在留管理廳。

## 沿革
- 1869年（明治2年）：刑部省從律令制改為依據現代法系設置，新制實施後的第一任刑部卿（刑部省最高長官）由正親町三條實愛（日语：正親町三条実愛）出任
- 1871年（明治4年）：刑部省改制為司法省，首長仍稱為刑部卿。
- 1872年（明治5年）：刑部卿改稱為「司法卿」，第一任由江藤新平擔任。
- 1885年（明治18年）12月22日：隨著内閣的設置，司法卿改稱為「司法大臣」，第一任由山田顯義擔任。
- 1947年（昭和22年）5月3日：《日本國憲法》與《裁判所法》開始實施，把司法行政權移交給裁判所。
- 1948年（昭和23年）2月15日：司法省被廢除，改成立法務廳，其首長為「法務總裁」。
- 1949年（昭和24年）6月1日：行政機構改革，法務廳改稱為法務府。
- 1952年（昭和27年）8月1日：行政機構改革，法務府改稱為法務省，其首長為「法務大臣」。
- 2001年（平成13年）1月6日：適逢中央省廳再編，法務省改依新的《法務省設置法》設立。
- 2004年（平成16年）1月1日：廢止外局司法試驗管理委員會，改設審議會等司法試驗委員會（日语：司法試験委員会）。
- 2015年（平成27年）4月10日：接收大臣官房的訟務部門，設立訟務局
- 2019年（平成31年）4月1日：入国管理局升格為出入國在留管理廳。

## 所掌事務
為了達成上述法務省設置法3條之規定任務，同法4條列舉共計40號所掌事務。具體如下。

| - 民事法制（1號） - 刑事法制（2號） - 司法制度（3號） - 司法試驗（4號） - 內外法令及法務相關資料之整備及編撰（5號） - 法務相關調查及研究（6號） - 檢察（7號） - 司法警察職員之教養訓練（8號） - 刑事相關之國際協助（9號） - 犯罪預防（10號） - 刑事相關（11號） - 刑罰及看押等矯正相關（12〜12號の2） - 恩赦（13號） - 假釋、臨時釋放、臨時離院、不定期刑結束及離院（14號） - 緩刑、更生緊急保護及刑事設施等（15號） - 觀護人（保護司）（16號） - 更生保護事業推廣及監督（17號） - 緩刑（更生保護）相關（18號） - 精神錯亂狀態發生重大他害行為者的心理健康觀察（18號の2） - 破壊性團體的規範（19號） | - 無差別大量殺人行為團體的規範（20號） - 國籍、戶籍、登記、供託及公證（21號） - 司法書士及土地家屋調查士（22號） - 民事相關（23號） - 外國法事務律師（24號） - 債權管理回收業（25號） - 民間紛爭解決手續業務之認證（25號の2） - 人權侵犯事件（26號） - 人權教化及民間人權宣傳運動（27號） - 人権擁護委員（28號） - 人權諮詢（29號） - 綜合法律協助（30號） - 國家利害相關訴訟（行政訴訟）（31號） - 出入國管理（32號） - 外國人居留（33號） - 難民認定（34號） - 聯合國合作研修、研究及調查（35號） - 所掌事務相關國際合作（36號） - 法律發展 - 法科大學院的檢察官派遣（38號） |

## 組織
法務省內部組織由法律的法務省設置法、政令的法務省組織令與省令的法務省組織規則分層規定。

### 幹部
- 法務大臣（法律2條2項）
- 法務副大臣（國家行政組織法16條）
- 法務大臣政務官（日语：法務大臣政務官）（國家行政組織法17條）
- 法務大臣補佐官（國家行政組織法第17條之2） - 非必要。
- 法務事務次官（日语：法務事務次官）（國家行政組織法18條）
- 法務大臣秘書官（日语：秘書官）

### 內部部局
- 大臣官房（政令2條1項）
  - 審議官（政令12條1項）（6人）
  - 參事官（政令13條1項）（6人）
  - 秘書課（政令14條1項）
  - 人事課
  - 會計課
  - 設施課
  - 厚生管理官
  - 司法法制部（政令14條2項）
    - 參事官（政令13條1項）（2人）
    - 司法法制課（政令13條2項）
    - 審查監督課
- 民事局（日语：民事局）
  - 參事官（政令13條1項）（5人）
  - 總務課（政令22條）
  - 民事一課
  - 民事二課
  - 商事課
  - 民事法制管理官
- 刑事局（日语：法務省刑事局）
  - 參事官（政令13條1項）（4人）
  - 總務課（政令28條）
  - 國際課
  - 刑事課
  - 公安課
  - 刑事法制管理官
- 矯正局（日语：矯正局）
  - 參事官（政令13條1項）
  - 總務課（政令34條）
  - 成人矯正課
  - 少年矯正課
  - 矯正醫療管理官
- 保護局（日语：保護局）
  - 參事官（政令13條1項）
  - 總務課（政令39條）
  - 更生保護振興課
  - 觀察課
- 人權擁護局（日语：人権擁護局）
  - 參事官（政令13條1項）
  - 總務課（政令43條）
  - 調查救濟課
  - 人權啟發課
- 訟務局（日语：訟務局）
  - 參事官（政令13條1項）（2人）
  - 訟務企劃課（政令47條）
  - 民事訟務課
  - 行政訟務課
  - 租稅訟務課
  - 訟務支援管理官

### 審議會等
- 司法試驗委員會（日语：司法試験委員会）（司法試驗法（日语：司法試験法），法律5條）
- 檢察官適格審查會（日语：検察官適格審査会）（檢察廳法，法律5條）
- 中央更生保護審查會（日语：中央更生保護審査会）（更生保護法，法律5條）
- 日本司法支援中心評價委員會（日语：日本司法支援センター評価委員会）（綜合法律支援法，法律5條）
- 法制審議會（日语：法制審議会）（政令59條）
- 檢察官、公證人特別任用等審查會（日语：検察官・公証人特別任用等審査会）

### 設施等機關
法務省的設施等機關分為以下七種。
- 刑務所（刑事收容設施及被收容者等處遇相關法律（日语：刑事収容施設及び被収容者等の処遇に関する法律），法律8條）（62）
  - 支所（法律9條2項）
- 少年刑務所（日语：少年刑務所）（7）
  - 支所
- 拘置所（8）
  - 支所
- 少年院（法律8條）（51）
  - 分院（法律10條2項）
- 少年鑑別所（日语：少年鑑別所）（51）
  - 分所（法律11條2項）
- 婦人補導院（日语：婦人補導院）
  - 分院（法律12條2項）
- 入國者收容所（日语：入国者収容所）（3）
- 法務綜合研究所（日语：法務総合研究所）（政令62條）
  - 支所（政令63條2項）

除了檢事、檢察事務官、法務局職員、保護觀察官、入國審查官、入國警備官等研修，也負責發展中國家的法律發展。
- 矯正研修所（日语：矯正研修所）
  - 支所（政令64條2項）

### 特別機關
檢察廳法規定檢察廳為特別機關（法律14條）。檢察廳分為最高檢察廳、高等檢察廳、地方檢察廳及區檢察廳，分別對應最高裁判所、高等裁判所、地方裁判所及簡易裁判所（檢察廳法2條1項）。
- 最高檢察廳（日语：最高検察庁）（檢察廳法1條2項）
- 高等檢察廳（日语：高等検察庁）（8）
  - 支部（檢察廳法2條4項）（6）
- 地方檢察廳（日语：地方検察庁）（50）
  - 支部（檢察廳法2條4項）（203）
- 區檢察廳（日语：区検察庁）（438）

#### 高等檢察廳
- 東京高等檢察廳（日语：東京高等検察庁）
- 大阪高等檢察廳（日语：大阪高等検察庁）
- 名古屋高等檢察廳（日语：名古屋高等検察庁）
- 廣島高等檢察廳（日语：広島高等検察庁）
- 福岡高等檢察廳（日语：福岡高等検察庁）
- 仙台高等檢察廳（日语：仙台高等検察庁）
- 札幌高等檢察廳（日语：札幌高等検察庁）
- 高松高等檢察廳（日语：高松高等検察庁）

#### 地方檢察廳
| - 東京地方檢察廳 - 橫濱地方檢察廳 - 埼玉地方檢察廳 - 千葉地方檢察廳 - 水戶地方檢察廳 - 宇都宮地方檢察廳 - 前橋地方檢察廳 - 靜岡地方檢察廳 - 甲府地方檢察廳 - 長野地方檢察廳 | - 新潟地方檢察廳 - 大阪地方檢察廳 - 京都地方檢察廳 - 神戶地方檢察廳 - 奈良地方檢察廳 - 大津地方檢察廳 - 和歌山地方檢察廳 - 名古屋地方檢察廳 - 津地方檢察廳 - 岐阜地方檢察廳 | - 福井地方檢察廳 - 金澤地方檢察廳 - 富山地方檢察廳 - 廣島地方檢察廳 - 山口地方檢察廳 - 岡山地方檢察廳 - 鳥取地方檢察廳 - 松江地方檢察廳 - 福岡地方檢察廳 - 佐賀地方檢察廳 | - 長崎地方檢察廳 - 大分地方檢察廳 - 熊本地方檢察廳 - 鹿兒島地方檢察廳 - 宮崎地方檢察廳 - 那霸地方檢察廳 - 仙台地方檢察廳 - 福島地方檢察廳 - 山形地方檢察廳 - 盛岡地方檢察廳 | - 秋田地方檢察廳 - 青森地方檢察廳 - 札幌地方檢察廳 - 札幌地方検察庁} - 旭川地方檢察廳 - 釧路地方檢察廳 - 高松地方檢察廳 - 德島地方檢察廳 - 高知地方檢察廳 - 松山地方檢察廳 |

### 地方支分部局
法務省的地方支分部局有以下六種。
- 矯正管區（日语：矯正管区）（法律15条）（8） - 一部（政令66條1項）、二部、三部
- 地方更生保護委員會（日语：地方更生保護委員会）（8） - 事務局（更生保護法20條1項）
- 法務局（8） - 訟務部（政令69條1項）、民事行政部、人權擁護部、支局（法律19條）、出張所（法律20條）
- 地方法務局（42） - 支局、出張所
- 地方入國管理局（日语：地方入国管理局）（8） - 支局（法律22條）、出張所（法律23條）
- 保護觀察所（日语：保護観察所）（50） - 支部（法律25條）

#### 矯正管區
- 札幌矯正管區（日语：札幌矯正管区）（政令65條）
- 仙台矯正管區（日语：仙台矯正管区）
- 東京矯正管區（日语：東京矯正管区）
- 名古屋矯正管區（日语：名古屋矯正管区）
- 大阪矯正管區（日语：大阪矯正管区）
- 廣島矯正管區（日语：広島矯正管区）
- 高松矯正管區（日语：高松矯正管区）
- 福岡矯正管區（日语：福岡矯正管区）

#### 地方更生保護委員會
- 北海道地方更生保護委員會（政令67條）
- 東北地方更生保護委員會
- 關東地方更生保護委員會
- 中部地方更生保護委員會
- 近畿地方更生保護委員會
- 中國地方更生保護委員會
- 四國地方更生保護委員會
- 九州地方更生保護委員會

#### 法務局
- 札幌法務局（日语：札幌法務局）（政令68條）
- 仙台法務局（日语：仙台法務局）
- 東京法務局（日语：東京法務局）
- 名古屋法務局（日语：名古屋法務局）
- 大阪法務局（日语：大阪法務局）
- 廣島法務局（日语：広島法務局）
- 高松法務局（日语：高松法務局）
- 福岡法務局（日语：福岡法務局）

#### 地方法務局
| - 函館地方法務局（政令70條） - 旭川地方法務局 - 釧路地方法務局 - 青森地方法務局 - 盛岡地方法務局 - 秋田地方法務局 - 山形地方法務局 - 福島地方法務局 - 水戶地方法務局 - 宇都宮地方法務局 - 前橋地方法務局 | - 埼玉地方法務局 - 千葉地方法務局 - 橫濱地方法務局 - 新潟地方法務局 - 甲府地方法務局 - 長野地方法務局 - 靜岡地方法務局 - 富山地方法務局 - 金澤地方法務局 - 福井地方法務局 - 岐阜地方法務局 | - 津地方法務局 - 大津地方法務局 - 京都地方法務局 - 神戶地方法務局 - 奈良地方法務局 - 和歌山地方法務局 - 鳥取地方法務局 - 松江地方法務局 - 岡山地方法務局 - 山口地方法務局 | - 德島地方法務局 - 松山地方法務局 - 高知地方法務局 - 佐賀地方法務局 - 長崎地方法務局 - 熊本地方法務局 - 大分地方法務局 - 宮崎地方法務局 - 鹿兒島地方法務局 - 那霸地方法務局 |

#### 保護觀察所
| - 札幌保護觀察所 （政令75條） - 函館保護觀察所 - 旭川保護觀察所 - 釧路保護觀察所 - 青森保護觀察所 - 盛岡保護觀察所 - 仙台保護觀察所 - 秋田保護觀察所 - 山形保護觀察所 - 福島保護觀察所 | - 水戶保護觀察所 - 宇都宮保護觀察所 - 前橋保護觀察所 - 埼玉保護觀察所 - 千葉保護觀察所 - 東京保護觀察所 - 橫濱保護觀察所 - 新潟保護觀察所 - 甲府保護觀察所 - 長野保護觀察所 | - 靜岡保護觀察所 - 富山保護觀察所 - 金澤保護觀察所 - 福井保護觀察所 - 岐阜保護觀察所 - 名古屋保護觀察所 - 津保護觀察所 - 大津保護觀察所 - 京都保護觀察所 - 大阪保護觀察所 | - 神戶保護觀察所 - 奈良保護觀察所 - 和歌山保護觀察所 - 鳥取保護觀察所 - 松江保護觀察所 - 岡山保護觀察所 - 廣島保護觀察所 - 山口保護觀察所 - 德島保護觀察所 - 高松保護觀察所 | - 松山保護觀察所 - 高知保護觀察所 - 福岡保護觀察所 - 佐賀保護觀察所 - 長崎保護觀察所 - 熊本保護觀察所 - 大分保護觀察所 - 宮崎保護觀察所 - 鹿兒島保護觀察所 - 那霸保護觀察所 |

### 外局
- 出入國在留管理廳（原入国管理局）
  - 總務課
  - 政策課
  - 出入国管理部
  - 在留管理支援部
  - 入國者收容所（日语：入国者収容所）（2）
  - 地方出入國在留管理局（日语：地方出入国在留管理局）（8） - 支局、出張所
- 公安審查委員會（日语：公安審査委員会）（國家行政組織法、公安審查委員會設置法，法律26條）
  - 事務局（公安審查委員會設置法14條）
- 公安調查廳（國家行政組織法、公安調查廳設置法，法律26條）
  - 總務部（政令77條）
  - 調查一部
  - 調查二部
  - 公安調查廳研修所（政令83條）
  - 公安調查局（日语：公安調査局）（政令84條）（8）

### 其他會議
- 法律專業人士活動領域擴大專家懇談會[4]
  - 企業法律專業人士活動領域擴大分科會
  - 國、自治體、福祉等領域法律專業人士活動領域擴大分科會
  - 法律專業人士海外展開分科會
- 法律專業養成制度改革連絡協議會
- 外國律師制度研究會
- 成年年齡下調環境整備相關府省廳連絡會議
- 年輕人刑事法制研究會
- 法律教育推進協議會
- 「國民之聲」聆聽會議
- 出入國管理政策懇談會

## 所管法人
法務省沒有主管之獨立行政法人，但有依綜合法律支援法設置、準用獨立行政法人通則法的日本司法支援中心。

## 財政
2018年度（平成30年度）一般會計最初預算的法務省所管歲出預算為7,637億5,708萬7千日圓。其中法務本省有1,925億3,717萬9千日圓、法務綜合研究所22億7,444萬6千日圓、檢察廳1,106億2,873萬2千日圓、矯正官署2,370億9,231萬3千日圓、更正保護官署268億3,686萬1千日圓、法務局1,276億4,569萬2千日圓、地方入國管理官署520億5,416萬日圓、公安審查委員會6,616萬3千日圓、公安調查廳146億2,154萬1千日圓。
歲入預算為1,013億3,805萬4千日圓，全部屬於「雜項收入」（5部）。其中「許可及手續費」（5部3款06項）481億0,210萬6千日圓，「懲罰及沒收金」（5部3款08項）470億1,608萬8千日圓。另外，包含刑務所作業收入與少年院職業補導收入的「矯正官署作業收入」（5部3款10項）有40億5,528萬8千日圓。
現在與國會、裁判所、會計檢查院、內閣、內閣府、復興廳、總務省、法務省、外務省、財務省、文部科學省、厚生勞動省、農林水產省、經濟產業省、國土交通省、環境省及防衛省共管東日本大震災復興特別會計。

## 職員

### 職員數
2017年7月1日的法務省一般職在職人數有5萬1,256人。分別為本省4萬7,067人（其中女性9,385人）、公安審查委員會4人（其中女性0人）、公安調查廳1,490人（其中女性210人）、檢察官2,695人。依據2017年的一般職國家公務員在職狀況統計表（平成29年7月1日），沒有女性檢察官。但從內閣府男女共同參與局的資料，2017年3月31日的檢察官總數有2,701人（其中女性479人）。
依行政機關定員令，法務省員額包含特別職1人在內共有5萬3,405人（平成30年9月30日以前為5萬3,430人，平成30年10月1日至平成30年12月31日為5萬3,419人）。其中1萬1,809人（平成30年12月31日以前為1萬1,823人）為檢察廳職員員額。本省、各外局別員額由省令法務省定員規則規定，本省為5萬1,780人（平成30年9月30日以前為5萬1,794人，平成30年10月1日至平成30年12月31日為5萬1,805人），其中檢察廳為1萬1,809人（平成30年12月31日以前為1萬1,823人），公安審查委員會4人（事務局），公安調查廳1,621人。
然而，法務省有許多不在員額內的非專任職員在職。2013年7月1日的非專任職員有5萬7,894人，佔國家行政機關非專任職員（14萬7,795人）約四成左右。其中，管理更生保護志工的保護司就有4萬8,515人。此外，委員顧問等職員有3,880人，僅次於厚生勞動省（6,940人）。接著，事務補助職員有3,307人，技能職員有555人，醫療職員有506人，教育職員有370人。教育職員佔全國行政機關任用人數的九成。非專任職員中的再任用職員有2,031人。另外，傷病等休職者有159人，育兒等休業者有470人，派外（國際機關、法科大學院、律師職務經驗等）者有43人。

### 任用
法務省職員的採用是透過國家公務員採用綜合職試験（研究院畢業者試驗）、國家公務員採用綜合職試験（大學畢業程度試驗）、國家公務員採用一般職試験（大學畢業程度試驗）、國家公務員採用一般職試験（高中畢業程度試驗）、刑務官採用試驗、法務省專門職員（人間科学）採用試驗等試驗。然而檢事的採用則是適用檢察廳法，以司法修習生完成修習者為主（檢察廳法18條1項）。
法務省與最高裁判所事務總局同樣源自於司法省，兩方在司法省廢止後持續舉行人事交流「判檢交流」，但也被批評檢察方與法院方不應有過多聯繫，日弁連還要求廢除指定代理人制度。因此，為了確保職務的公正，民事部門開始縮小交流規模，刑事部門則在2012年4月停止人事交流。

### 俸給
法務省職員為一般職國家公務員，俸給適用一般職俸給法。然而，檢察官是適用檢察官俸給法，檢事總長、次長檢事及檢事長則是適用特別職俸給法，檢事及副檢事則設有以一般職俸給法規定為基礎的俸給制度。俸給表雖然適用基本的行政職俸給表（一）與指定職俸給表，但依人事院規則九―二之規定，入國者收容所及地方入國管理局的入國警備官（4條2號）與刑務所、少年刑務所、拘置所或矯正管區之值勤者，以及矯正研修所支所的值勤教頭及教官（4條3號），適用公安職俸給表（一）。而檢察事務官及公安調查官（5條1號）與少年院、少年鑑別所或婦人補導院之值勤者（5條2號）則適用公安職俸給表（二），檢察官適用檢察官俸給法2條規定之俸給表。平成30年度預算員額以公安職俸給表（一）的2萬437人最多，其次是行政職俸給表（一）的1萬5,198人、公安職俸給表（二）的1萬3,735人、檢察官的2,767人。由於矯正設施與更生保護設施也負責被收容者的矯正醫療，法務省與厚生勞動省一樣有大量的醫療從事者，因此適用醫療職俸給表（一）的人數有331人、醫療職俸給表（二）有163人、醫療職俸給表（三）有441人。

### 職員團體
勞動基本權中的爭議權與團體協約締結權不受國家公務員法認可。由於具有團結權，職員可依國公法規定自由成立或加入勞動組合「職員團體」（國公法第108條之2第3項）。但是，刑事設施值勤職員沒有團結權，自由成立或加入勞動組合（國公法108條之2第5項）。
2018年3月31日現在，人事院登錄的職員團體有一個單一體、30個支部，人數4,972人。主要職員團體為全法務省勞動組合（全法務），是國公勞連（全労連系）加盟成員。

## 幹部人事
- 法務大臣：古川禎久
- 法務副大臣：田所嘉徳（日语：田所嘉徳）
- 法務大臣政務官：小野田紀美
- 事務次官：高嶋智光
- 大臣官房長：川原隆司
- 政策立案總括審議官：西山卓爾
- 司法法制部長：金子修
- 民事局長：小出邦夫
- 刑事局長：小山太士
- 矯正局長：名執雅子
- 保護局長：今福章二
- 人權擁護局長：菊池浩
- 訴務局長：館内比佐志
- 出入國在留管理廳長官：佐佐木聖子
- 公安調查廳長官：中川清明

法務省的事務次官與內部部局首長等一般職要職，與一般國家行政機關不同，傾向任用檢察官（包含因判檢交流的法官）。此外，事務次官卸任後很少退休，多轉任高檢檢事長（幾乎在東京）與次長檢事後升任檢事總長。

### 法務事務次官
| 姓名       | 在任期間               | 前職                 | 主要後職                                             |
| ---------- | ---------------------- | -------------------- | ---------------------------------------------------- |
| 清原邦一   | 1952.8.1 - 1955.1.26   | 刑政長官             | 次長檢事、檢事總長                                   |
| 岸本義広   | 1955.1.26 - 1957.7.23  | 次長檢事             | 東京高等檢察廳檢事長                                 |
| 馬場義續   | 1957.7.23 - 1961.12.22 | 最高檢察廳檢事       | 東京高等檢察廳檢事長、檢事總長                       |
| 竹原精太郎 | 1961.12.22 - 1964.7.1  | 仙台高等檢察廳檢事長 | 次長檢事                                             |
| 竹內壽平   | 1964.7.1 - 1967.11.2   | 刑事局長             | 東京高等檢察廳檢事長、檢事總長                       |
| 大澤一郎   | 1967.11.2 - 1969.3.4   | 最高檢察廳刑事部長   | 次長檢事、檢事總長                                   |
| 津田實     | 1969.3.4 - 1972.6.29   | 札幌高等檢察廳檢事長 | 退休                                                 |
| 神谷尚男   | 1972.6.29 - 1975.1.25  | 東京地方檢察廳檢事正 | 東京高等檢察廳檢事長、檢事總長                       |
| 鹽野宜慶   | 1975.1.25 - 1977.3.22  | 東京地方檢察廳檢事正 | 東京高等檢察廳檢事長                                 |
| 安原美穗   | 1977.3.22 - 1979.8.21  | 刑事局長             | 東京高等檢察廳檢事長、檢事總長                       |
| 伊藤榮樹   | 1979.8.21 - 1981.7.23  | 刑事局長             | 次長檢事、檢事總長                                   |
| 藤島昭     | 1981.7.23 - 1983.12.2  | 東京地方檢察廳檢事正 | 次長檢事                                             |
| 前田宏     | 1983.12.2 - 1985.12.19 | 刑事局長             | 東京高等檢察廳檢事長、檢事總長                       |
| 筧榮一     | 1985.12.19 - 1988.6.17 | 刑事局長             | 東京高等檢察廳檢事長、檢事總長                       |
| 岡村泰孝   | 1988.6.17 - 1990.6.13  | 刑事局長             | 次長檢事、檢事總長                                   |
| 根來泰周   | 1990.6.13 - 1993.12.22 | 刑事局長             | 東京高等檢察廳檢事長                                 |
| 濱邦久     | 1993.12.22 - 1996.1.16 | 刑事局長             | 東京高等檢察廳檢事長                                 |
| 則定衛     | 1996.1.16 - 1998.6.23  | 刑事局長             | 東京高等檢察廳檢事長                                 |
| 原田明夫   | 1998.6.23 - 1999.12.22 | 刑事局長             | 東京高等檢察廳檢事長、檢事總長                       |
| 松尾邦弘   | 1999.12.22 - 2002.1.18 | 刑事局長             | 次長檢事、檢事總長                                   |
| 但木敬一   | 2002.1.18 - 2004.6.25  | 大臣官房長           | 東京高等檢察廳檢事長、檢事總長                       |
| 樋渡利秋   | 2004.6.25 - 2006.6.30  | 刑事局長             | 廣島高等檢察廳檢事長、檢事總長                       |
| 大林宏     | 2006.6.30 - 2007.7.10  | 刑事局長             | 札幌高等檢察廳檢事長、檢事總長                       |
| 小津博司   | 2007.7.10 - 2009.7.14  | 刑事局長             | 札幌高等檢察廳檢事長、檢事總長                       |
| 大野恒太郎 | 2009.7.14 - 2011.8.11  | 刑事局長             | 東京高等檢察廳檢事長、檢事總長                       |
| 西川克行   | 2011.8.11 - 2014.1.9   | 刑事局長             | 札幌高等檢察廳檢事長、東京高等檢察廳檢事長、檢事總長 |
| 稻田伸夫   | 2014.1.9 - 2016.9.5    | 刑事局長             | 仙台高等檢察廳檢事長、東京高等檢察廳檢事長           |
| 黑川弘務   | 2016.9.5 - 2018.1.18   | 大臣官房長           | 東京高等檢察廳檢事長                                 |
| 辻裕教     | 2018.1.18 -            | 刑事局長             |                                                      |

## 爭議
過去法務省曾被批評為了維持法律秩序而產生權威主義，並發展出行刑密行主義等秘密主義。
例如，2001年及2002年，名古屋刑務所發生受刑者死亡事件（名古屋刑務所事件）。而檢察廳也曾被指控有「調查活動費」不當使用嫌疑。
法務省除了維護法治，也主掌人權保護活動。例如考慮到少年犯罪加害者的人權，法務省在1997年酒鬼薔薇聖斗事件時，要求實名報導的《FOCUS》等雜誌刪除報導。另外也對《週刊新潮》的實名報導多次勸告。然而，也有人認為掌管刑務所與入國者收容所等限制人權的機關同時進行人權擁護活動並不適當。
此外，考慮到女性與在日外國人等人權，法務省在每年11月的人權週間提供女性家暴與性騷擾等免費諮詢。也對有外國人差別待遇的飯店與錢湯等發出改正要求。

### 司法試驗外洩問題

#### 2007年度
2007年度新司法試験考察委員慶應義塾大學法科大學院教授植村榮治向學生提供類題講義而遭到解職，然而司法試驗委員會調查以影響不明為由未做任何糾正措施。然而，難題之一的行政法第18題，慶大生答對率比其他學生高5%以上，慶大合格率也從前年9位上升至3位。

#### 2015年度
2015年度司法試験，明治大學法科大學院教授青柳幸一將試題洩漏給同大學法科大學院出身的女性受驗者。同年5月，東京地檢特搜部以違反國家公務員法（守秘義務）提告，同時法務省解任其考查委員職務。
然而，法務省並未對其他明大法科大學院生進行調查。

## 外部連結
- （英文）法務省官方網站 （页面存档备份，存于）
- （日語）法務省 （页面存档备份，存于）
- （日語）出入国在留管理廳 （页面存档备份，存于）
- （日語）檢察廳（特別的機關）
- （日語）法務局 （页面存档备份，存于）（地方支部）